# 近畿大学生物理工学部
近畿大学生物理工学部（きんきだいがくせいぶつりこうがくぶ、英称:Biology-Oriented Science and 
Technology）は、近畿大学に設置される学部の一つである。
なお、同学部に関連する同大学大学院には近畿大学大学院生物理工学研究科（きんきだいがくだいがくいんせいぶつりこうがくけんきゅうか、英称:Graduate School of　 Biology-Oriented Science and Technology）設置される。

## 基礎データ

### 所在地
生物理工学部の施設は和歌山県紀の川市に置かれている。

### マスコットキャラクター
生物理工学部のキャラクターはBOST（ボスト）くん。生物理工学部の英文「Biology-Oriented Science and 
Technology」の頭文字から命名された。BOSTくんは、「パンダ」の姿をした未来の「ロボット」で、生物理工学部が目指すバイオと工学技術の研究の象徴的存在である。また、生物理工学部のロゴマークは、学部10周年を記念して学部同窓会から寄贈された。

## 概要
近畿大学生物理工学部は、「生物に学ぶ工学」をテーマとした研究を行なってきた学部の一つである。2010年からは、「ライフサイエンス系」学部として改組が行われた。バイオテクノロジーをベースに工学・農学・理学・医学など学問の融合・応用を行っている。また近年、生命科学と工学技術の融合も目指している。 
代表例として、生物理工学部に基礎を置く、大学院生物理工学研究科と先端技術総合研究所の研究活動が、文部科学省「21世紀COEプログラム研究教育拠点」に選定されている。

## 沿革
1993年4月、近畿大学で10番目（当時）の学部として和歌山県紀の川市（旧、打田町）に開設。生物の生命現象・生体機能を重視し、生物・生体の持つ各機能のメカニズムと情報伝達の仕組みを研究。この成果を生物工学のみならず、さまざまな工学分野の新しい研究課題として提供し、人間と協調する機器やシステムの開発を図ろうとする狙いで設立された。 
和歌山県では、私立理工系大学で唯一の学部。生物理工学部は、農学・工学・理学などの垣根を越えることで、既存の研究・学問から新しいモノを産み出す新分野学問として創設された。
- 1993年4月、学部開設 生物工学科、電子システム情報工学科、機械制御工学科を新設。
- 1997年4月、遺伝子工学科、基礎機械工学科の2学科を新たに開設。 
大学院生物理工学研究科 設置。生物工学専攻・電子システム情報工学専攻・機械制御工学専攻 修士課程開設。
- 1999年4月、大学院生物理工学研究科 博士後期課程設置。 生物工学専攻・電子システム情報工学専攻開設。
- 2002年、文部科学省「21世紀COEプログラム研究教育拠点」に選定。
- 2003年4月、機械制御工学科が知能システム工学科、 基礎機械工学科が生体機械工学科に名称変更。
- 2007年、「組織的な大学院教育改革推進プログラム」に選定。
- 2010年4月、学科改組
新校舎（10号館、先進医工学センター・動物実験棟）完成
従来の5学科構成（生物工学科／遺伝子工学科／電子システム情報
工学科／ 知能システム工学科／生体機械工学科）から 6学科構成（生物工学科／遺伝子工学科／食品安全工学科／システム生命科学科／人間工学科／医用工学科）へ再編される。
- 2017年4月、学科名の変更
システム生命科学科から生命情報工学科へ、人間工学科から人間環境デザイン工学科へ変更

## 設置学科
- 生物理工学部
  - 生物工学科
  - 遺伝子工学科
  - 食品安全工学科
  - 生命情報工学科（2017年4月より）
  - 人間環境デザイン工学科（2017年4月より）
  - 医用工学科

### 教育内容
「バイオテクノロジー技術論」「ロボット工学技術論」の宿泊実習によるモノづくり体験、企業と連携し「3次元CAD集中講座」でリーダー教育などを実践している。また、学部には図書館があり、約8万冊が蔵書されている。 

### 就職・資格
卒業生の進路は、医療、食品、製薬、自動車、情報、機械･造船、電子部品関係など。大学院への進学率は高い。取得できる主な資格は、教員免許、食品衛生管理者、食品衛生監視員、生殖補助医療胚培養士、臨床工学技士、HACCP管理者などがある。

## 設置大学院研究科
大学院生物理工学研究科
- 生物工学専攻
- 生体システム工学専攻

## 研究成果
- 世界で初めて成功したクローン技術で、名牛「安福」号のクローン復活。
- 歯科業界や再生医療の面からも注目を集めている知覚過敏の治療や子供の虫歯予防、高齢者の歯の修復にも役立つ「歯のばんそうこう」の開発。
- 21歳（当時4年生）の女子学生が、極めて高度な技術が求められるクローンマウスの作製に成功し、国内最年少記録を2年連続で更新。
- 5000年以上前に絶滅したマンモスを、クローン技術で復活させる計画が進行中。
- 特別天然記念物・アマミノクロウサギのクローン胚の作製国内初成功。
- ホウレンソウの遺伝子を豚に組み込み、「飽和脂肪酸」をヘルシーな「不飽和脂肪酸」に置き換えることに成功したホウレンソウ豚の誕生。世界初の快挙であり、「米国科学アカデミー紀要（PNAS）」にも取り上げられている。

## 学生生活
全国から入学者がおり、うち約4割の学生が下宿している。秋には学部祭（きのくに祭）、夏･秋にはオープンキャンパスが開催される。クラブ活動は、体育系と文化系の15サークルが活動している。また、学生相談室にはカウンセラーが常駐している。

## 関連施設
和歌山県海南市の海南インテリジェントパークには、関連施設として、文部科学省 ハイテクリサーチセンター推進事業に採択され設置された、先端技術総合研究所があり、現在、生物工学技術研究センター、ロボット工学・技術センター、植物センターおよび高圧力蛋白質研究センターの4センターから構成される。また、大学発ベンチャーのジーンコントロール株式会社にも先端技術総合研究所が関わっている。  